# Ніколь Стотт
Ніколь Марі Пассонно Стотт (англ. Nicole Marie Passonno Stott; нар. 19 листопада 1962, Олбані) — американський інженер та астронавт НАСА. Брала участь як спеціаліст польоту у складі довгострокових екіпажів МКС-20 і МКС-21 та у місіях STS-128 і STS-133 програми «Спейс Шаттл». Після 27 років служби завершила роботу в НАСА 1 червня 2015 року.

## Біографія
Ніколь народилася 19 листопада 1962 року в місті Олбані, але рідним містом вважає Клірвотер (Флорида). Має науковий ступінь бакалавра в галузі аерокосмічного машинобудування отриману в 1987 році в Університеті аеронавтики Ембрі-Ріддла, а також ступінь магістра з управління проєктуванням отриману в 1992 році в Університеті центральної Флориди.
Вона почала кар'єру в 1987 році як інженер з розрахунку конструкцій в Pratt & Whitney Government Engines у Вест-Палм-Біч (Флорида). Вона провела рік у Групі нових двигунів, що виконує структурні дослідження проєктів удосконалення компонентів реактивних двигунів.

## Підготовка до космічних польотів

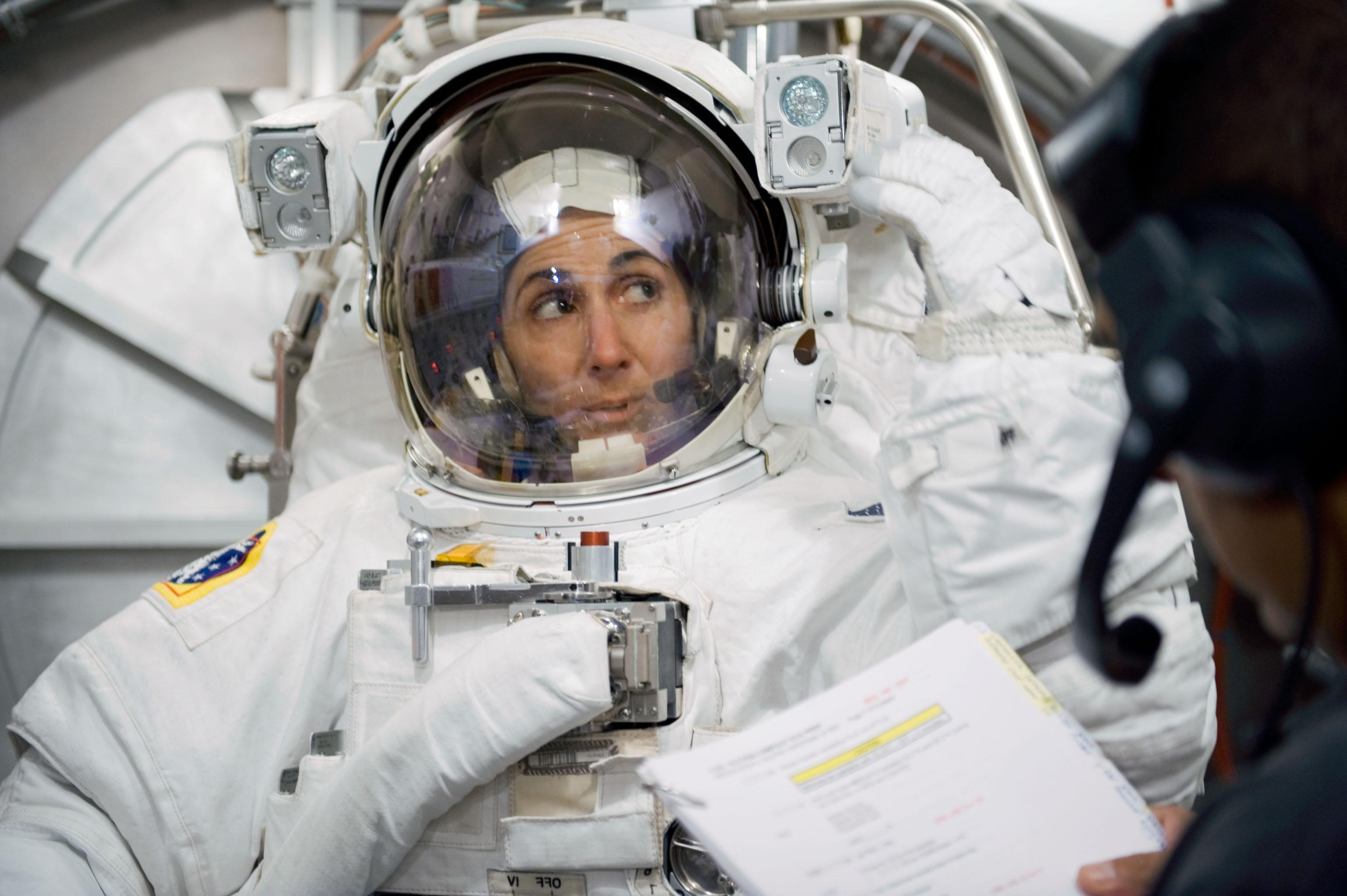
Ніколь Стотт бере участь у примірці скафандру для виходу у відкритий космос.

26 липня 2000 року Ніколь Стотт потрапила у 18-й набір астронавтів НАСА для підготовки як спеціаліст польоту і почала проходити курс підготовки до космічних польотів. Зокрема з 26 по 28 січня 2006 року Стотт пройшла іспит разом з Максимом Сураєвим і Тімоті Копра на вміння вижити у безлюдній місцевості у разі аварійної посадки спускного апарата; іспит проходив у підмосковному лісі. У квітні 2006 року вона брала участь у місії NEEMO-9 у ході якої Ніколь Стотт провела 18 днів у складі екіпажу з шести осіб підводної лабораторії НАСА «Aquarius».

## Польоти в космос

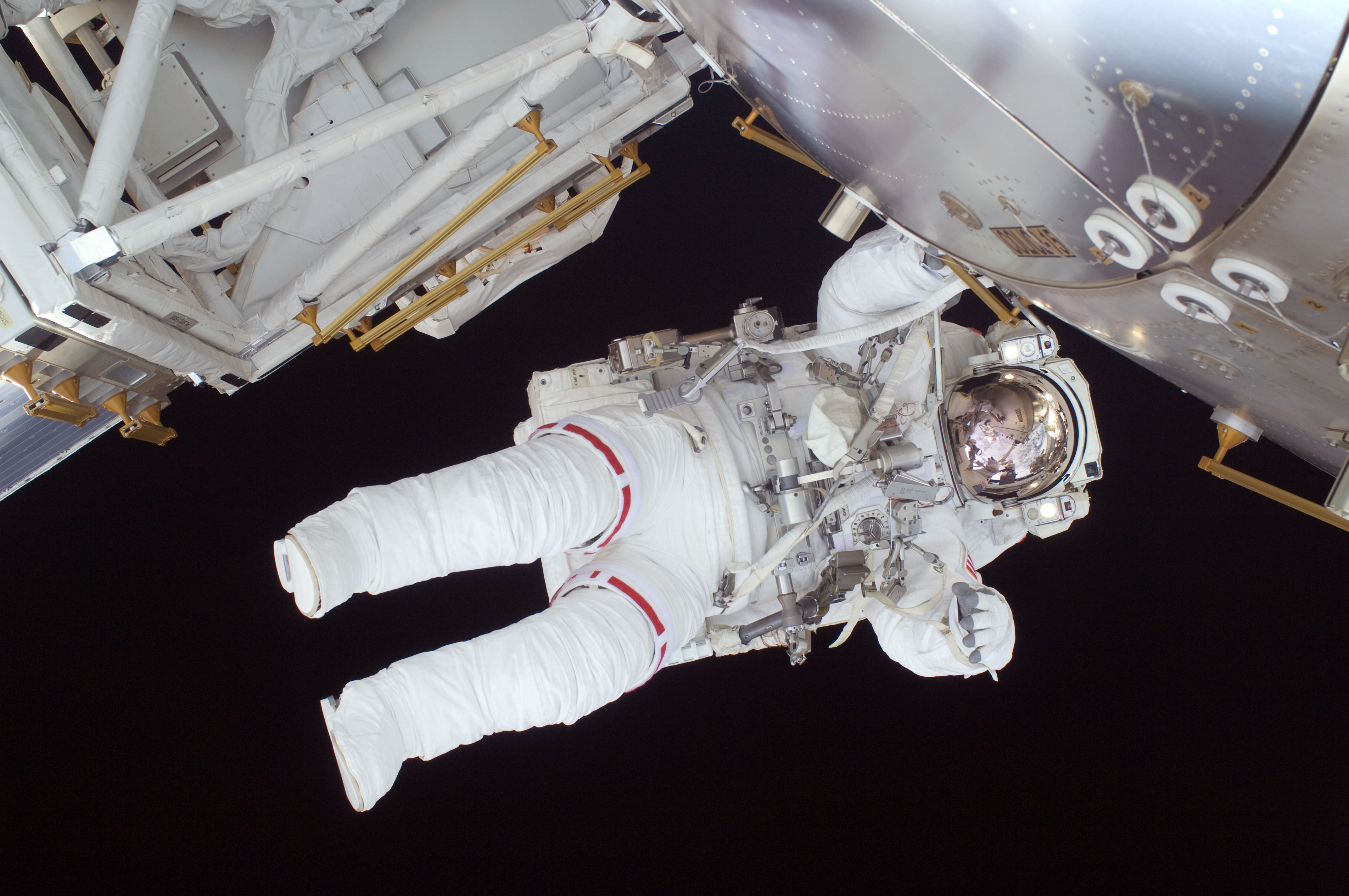
Ніколь Стотт бере участь у виході у відкритий космос під час місії STS-128.

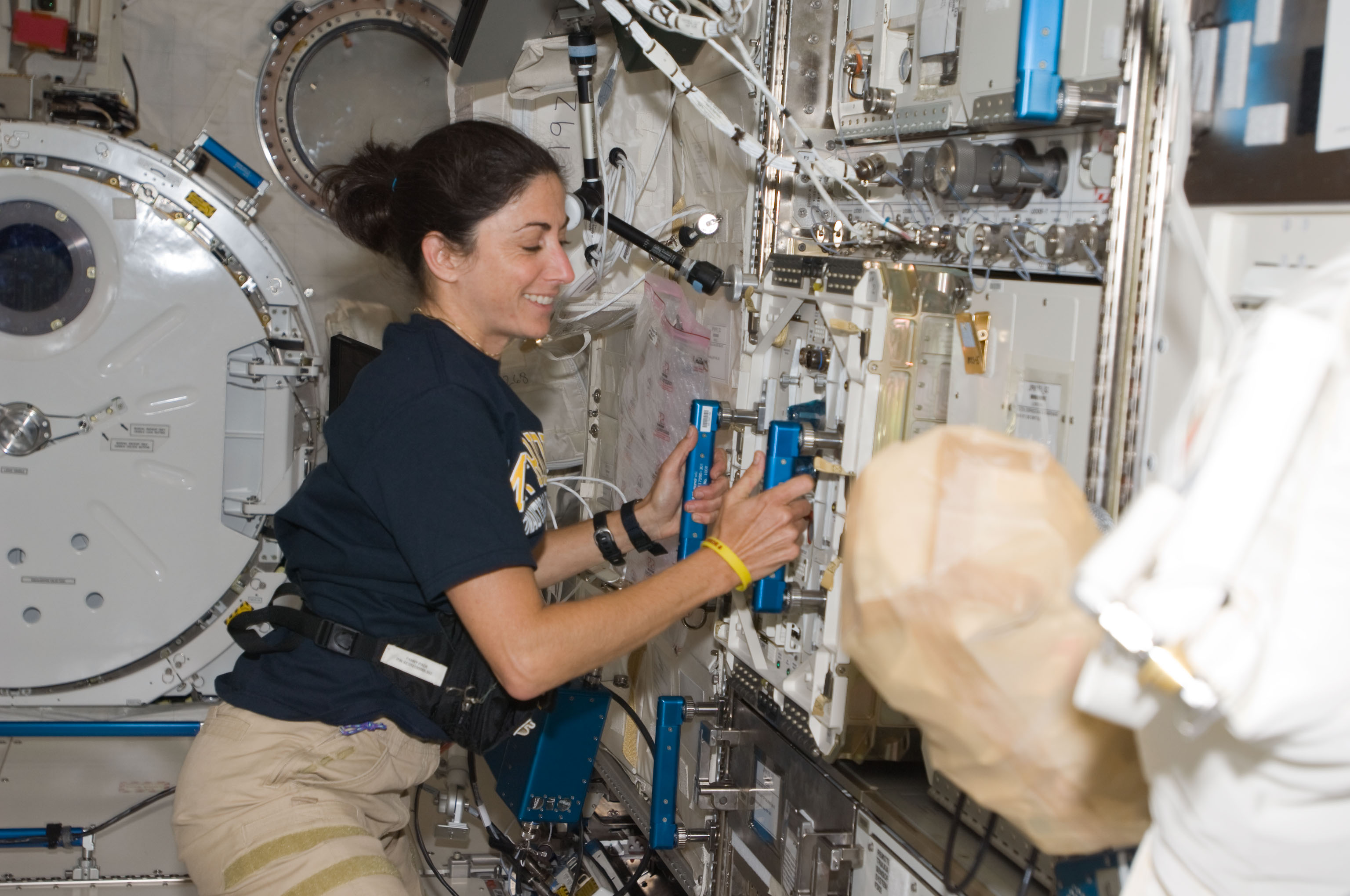
Ніколь Скотт під час місії STS-128

29 серпня 2009 року стартував шатл «Діскавері» за програмою STS-128, це був перший політ Ніколь Стотт. Після стикування до МКС вона замінила у 20-му довгостроковому екіпажі інженера Тімоті Копра.
1 вересня 2009 року вона зробила свій перший вихід у відкритий космос тривалістю 6 годин 35 хвилин.
Назад на Землю Ніколь повернулася на борту шатла «Атлантіс» 27 листопада 2009 року, ставши таким чином останнім екіпажем, що повернувся на Землю за допомогою шаттла. Тривалість польоту — 90 днів 10 годин 44 хвилини.
Другий політ Ніколь Стотт пройшов в якості спеціаліста польоту в екіпажі шатла Діскавері STS-133 з 24 лютого по 9 березня 2011 року. Тривалість польоту — 12 днів 19 годин 4 хвилини.
Загальний час перебування в космосі — 103 дні 5 годин 48 хвилин.
У червні 2015 року закінчила роботу в НАСА і вийшла на пенсію після 27 років роботи в агентстві

## Нагороди
- Медаль «За заслуги в освоєнні космосу» (12 квітня 2011 року) — за великий внесок у розвиток міжнародного співробітництва в галузі пілотованої космонавтики[6]

## Особисте життя
Одружена, є дитина. Захоплення: польоти, катання на лижах, підводне плавання, деревообробка, малювання і садівництво.